# تروره
ترورای (به فرانسوی: Tréveray) یک کامین در فرانسه است که در Canton of Gondrecourt-le-Château واقع شده‌است.

## خصوصیات
ترورای ۱۷٫۱۸ کیلومترمربع مساحت و ۷۴۱ نفر جمعیت دارد و ۳۲۵ متر بالاتر از سطح دریا واقع شده‌است.